# جون جوزيف بويلان
جون جوزيف بويلان (بالإنجليزية: John Joseph Boylan)‏ هو قسيس أمريكي، ولد في 7 أكتوبر 1889 في نيويورك في الولايات المتحدة، وتوفي في 19 يوليو 1953 في رود آيلاند في الولايات المتحدة.